# 화성 FS
화성 FS(Hwaseong Futsal Club)는 대한민국 경기도 화성시에 있는 풋살 선수단이다. 화성FS풋살프로팀이 운영하는 남자 세미프로 풋살단이며, 2020년에 창단되었다.

## 참고 문헌
- “스포츠지원포털 등록 현황”. 대한체육회.
- “KFA 통합경기정보 시스템”. 대한축구협회.